# Uomo di Ceprano
L'Uomo di Ceprano è un fossile di un individuo del genere Homo, una singola calotta cranica (calvarium), ritrovata nel 1994 a Campogrande vicino a Ceprano, in provincia di Frosinone, in Italia. Inizialmente olotipo di una nuova specie Homo cepranensis, successivamente è stato classificato come Homo heidelbergensis.

## Ritrovamento
Il reperto venne scoperto il 13 marzo 1994 dall'archeologo Italo Biddittu nel corso di ricognizioni di superficie effettuate lungo il tracciato di una strada in costruzione nei pressi di Ceprano (località Campogrande) nella bassa valle del fiume Sacco. 
I mezzi meccanici che hanno consentito il ritrovamento del campione sono stati probabilmente la causa della sua frammentazione e della sua perdita di integrità, con danni principalmente a carico dell'osso frontale superiore e la perdita della faccia. Il campione è quindi limitato al solo neurocranio o, secondo la terminologia paleontologica, calvario. I frammenti erano compresi in uno strato di argilla (da cui il soprannome di "Argil" dato al campione da Biddittu) il quale, a sua volta, giaceva nettamente al di sotto di sabbie vulcanoclastiche.
Il fossile è stato ritrovato insieme a decine di manufatti litici, tra i quali alcuni con simmetria bilaterale e fine tecnica di scheggiatura.

## Ricostruzione
La forma del reperto è il risultato di un lungo procedimento di un ricostruzione iniziato nel 1994 e concluso nel 1999, reso difficile dalla frammentazione del fossile. Questo lavoro è stato svolto inizialmente dall'équipe del professor Antonio Ascenzi, allora presidente dell'Istituto Italiano di Paleontologia Umana, perfezionato quindi dallo specialista sudafricano Ron J. Clarke (Università del Witwatersrand), ed infine revisionato dalla paleoantropologa Marie Antoinette de Lumley (Institute de Paleontologie Humaine di Parigi e da Francesco Mallegni (Università di Pisa).
Alla ricostruzione iniziale, che ha fatto largo uso di inserti in gesso per restituire la forma unitaria del calvarium, ha seguito una successiva ricostruzione digitale che ha permesso di correggere alcune ricostruzioni iniziale, i cui risultati sono stati presentati nel 2017. 

## Descrizione
Il calco endocranico ottenuto dalla ricostruzione ha permesso di valutare una capacità di 1180–1200 cm cubi; il fossile è stato è stato datato a 400 000 anni dal presente (BP - Before Present in inglese).
Il reperto mostra una serie di caratteri propri delle forme di umanità più antiche del Pleistocene medio asiatico, ovvero Homo erectus. Da questo però si distingue per i mastoidi e le creste sopramastoidee massicce, la volta cranica medio-lunga, la larghezza cranica massima verso la parte bassa del cranio stesso e coincidente con la larghezza biauricolare, il toro occipitale considerevole e sviluppato nella stessa misura in tutte le sue parti ed il solco sopratorale presente e sviluppato. Il principale carattere distintivo è però il toro orbitario che presenta un accenno di separazione dei rilievi sopraciliari da quello che sarà nell'uomo moderno il trigono sopraorbitario. Questa caratteristica è comune ad un gruppo di ominidi subsahariani che si pensa rappresentino la linea evolutiva che porterà ad Homo sapiens.
Il fossile è conservato presso il Museo preistorico di Pofi.